# Pampilhosa da Serra
Pampilhosa da Serra (pɐ̃pi'ʎɔzɐ dɐ 'sɛʁɐ) è un comune portoghese di 5 220 abitanti situato nel distretto di Coimbra.

## Società

### Evoluzione demografica
| Popolazione di Pampilhosa da Serra (1801 – 2004) | Popolazione di Pampilhosa da Serra (1801 – 2004) | Popolazione di Pampilhosa da Serra (1801 – 2004) | Popolazione di Pampilhosa da Serra (1801 – 2004) | Popolazione di Pampilhosa da Serra (1801 – 2004) | Popolazione di Pampilhosa da Serra (1801 – 2004) | Popolazione di Pampilhosa da Serra (1801 – 2004) | Popolazione di Pampilhosa da Serra (1801 – 2004) | Popolazione di Pampilhosa da Serra (1801 – 2004) |
| ------------------------------------------------ | ------------------------------------------------ | ------------------------------------------------ | ------------------------------------------------ | ------------------------------------------------ | ------------------------------------------------ | ------------------------------------------------ | ------------------------------------------------ | ------------------------------------------------ |
| 1801                                             | 1849                                             | 1900                                             | 1930                                             | 1960                                             | 1981                                             | 1991                                             | 2001                                             | 2004                                             |
| 3260                                             | 4163                                             | 12426                                            | 13459                                            | 13372                                            | 7493                                             | 5797                                             | 5220                                             | 4756                                             |

## Freguesias
- Cabril
- Dornelas do Zêzere
- Fajão-Vidual
- Janeiro de Baixo
- Pampilhosa da Serra
- Pessegueiro
- Portela do Fojo-Machio
- Unhais-o-Velho